# Sally Oldfield
Sally Patricia Oldfield (* 3. srpna 1947 Dublin) je folková zpěvačka a sestra hudebních skladatelů Mika a Terryho Oldfielda.
Hudební kariéra Sally Oldfieldové začala roku 1968, kdy společně se svým mladším bratrem Mikem založila folkové duo The Sallyangie. O rok později duo nahrálo jedno album, Children of the Sun, a následně se skupina rozpadla.
V 70. letech spolupracovala na sólových albech bratra Mika, kde nazpívala vokály. Další spolupráce s Mikem nastala až na začátku 21. století, kdy ji bratr pozval na nahrávání desek Tr3s Lunas a Tubular Bells 2003.
První sólové album, Waterbearer, Oldfieldová vydala roku 1978. Skladba „Mirrors“ se stala v tehdejší době hitem.

## Sólová diskografie
- Water Bearer (1978)
- Easy (1979)
- Celebration (1980)
- Playing in the Flame (1981)
- In Concert (1982)
- Strange Day in Berlin (1983)
- Femme (1987)
- Instincts (1988)
- Night Riding (1990)
- Natasha (1990)
- The Flame (1992)
- Three Rings (1994)
- Secret Songs (1996)
- Flaming Star (2001)
- Cantadora (2009)